# Diógenes Lara
Diógenes Lara (La Paz, 6 d'abril de 1903 - 1971) fou un futbolista bolivià de la dècada de 1930.
Fou 9 cops internacional amb la selecció boliviana de futbol, amb la qual disputà la Copa del Món de futbol de 1930. Pel que fa a clubs, defensà els colors del Club Bolívar. Entre 1945 i 1946 fou entrenador de la selecció nacional.